# Sybra borneotica
Sybra borneotica es una especie de escarabajo del género Sybra, familia Cerambycidae. Fue descrita científicamente por Breuning en 1939.
Habita en la isla de Borneo. Mide 7 mm.